# Aulnat
Aulnat település Franciaországban, Puy-de-Dôme megyében. Lakosainak száma 4127 fő (2022. január 1.). Aulnat Clermont-Ferrand, Lempdes, Malintrat és Pont-du-Château községekkel határos.

## Népesség
A település népességének változása:
| Lakosok száma | 4023 | 4007 | 4065 | 4046 | 4073 | 4095 | 4103 | 4115 | 4127 |
|               | 2013 | 2015 | 2016 | 2017 | 2018 | 2019 | 2020 | 2021 | 2022 |